# Mitromorpha regis
Mitromorpha regis é uma espécie de gastrópode do gênero Mitromorpha, pertencente a família Mitromorphidae.